# Xejuyup
El Parque de Aventura en Xejuyup, administrado por Instituto de Recreación para los Trabajadores (IRTRA), es un destacado parque de atracciones ubicado en el departamento de Retalhuleu, Guatemala. Su nombre "Xejuyup" proviene de los idiomas mayas quiché y kaqchikel, y significa "al pie del cerro". El parque temático de aventuras estilo selvático ofrece más de 13 atracciones. Las instalaciones ocupan un área de más de 49 mil metros cuadrados, con restaurantes, enfermería, vestidores, teatro al aire libre, lavandería y una piscina en forma de poza. Además, el parque está rodeado de naturaleza y todos sus senderos tienen una ambientación musical. 
Xejuyup ha sido concebido bajo un concepto que prioriza la conexión con la naturaleza, el aprendizaje a través de la experiencia y la vivencia de emociones auténticas en un entorno natural.

## Atracciones
Xejuyup ofrece una variedad de atracciones diseñado para todas las edades, a continuación se presenta un listado de algunas de ellas.
Plaza El Huerto :
- El Guaca-molón
- El Chapoteadero
- El Sumapancazo
- La Huerta del Toronjil
- Laguna de Coco
- La Granja del Peregrino

Plaza Guayacán :
- Arco de Ikalche
- El Tren
- Los Nidos
- Piscina

Plaza Granada :
- Estadio Hípico "El Cobertizo"
- El Rugido del Jaguar
- El Mirador
- Trepe Monos
- La Vereda

## Ubicación
El parque de Aventura en Xejuyup está ubicado en el kilómetro 180.5 de la carretera a la costa sur que va hacia Quetzaltenango, en el departamento de Retalhuleu, Guatemala.

## Historia
El Instituto de Recreación de los Trabajadores de la Empresa Privada de Guatemala (IRTRA) fue creado con la finalidad de ofrecer servicios recreativos de alta calidad a los empleados del sector privado, sus familias y la comunidad, promoviendo el uso positivo del tiempo libre.
Ricardo Castillo Sinibaldi, presidente del IRTRA, expresó que el Parque de Aventuras Xejuyup fue concebido para brindar experiencias memorables en un entorno natural. Destacó que el parque permite a los visitantes interactuar con la flora local, observar aves exóticas y disfrutar de actividades como pesca, equitación y juegos llenos de adrenalina. Según sus palabras, Xejuyup representa el resultado del esfuerzo, compromiso y pasión que caracterizan al IRTRA.